# Otto Nordmann

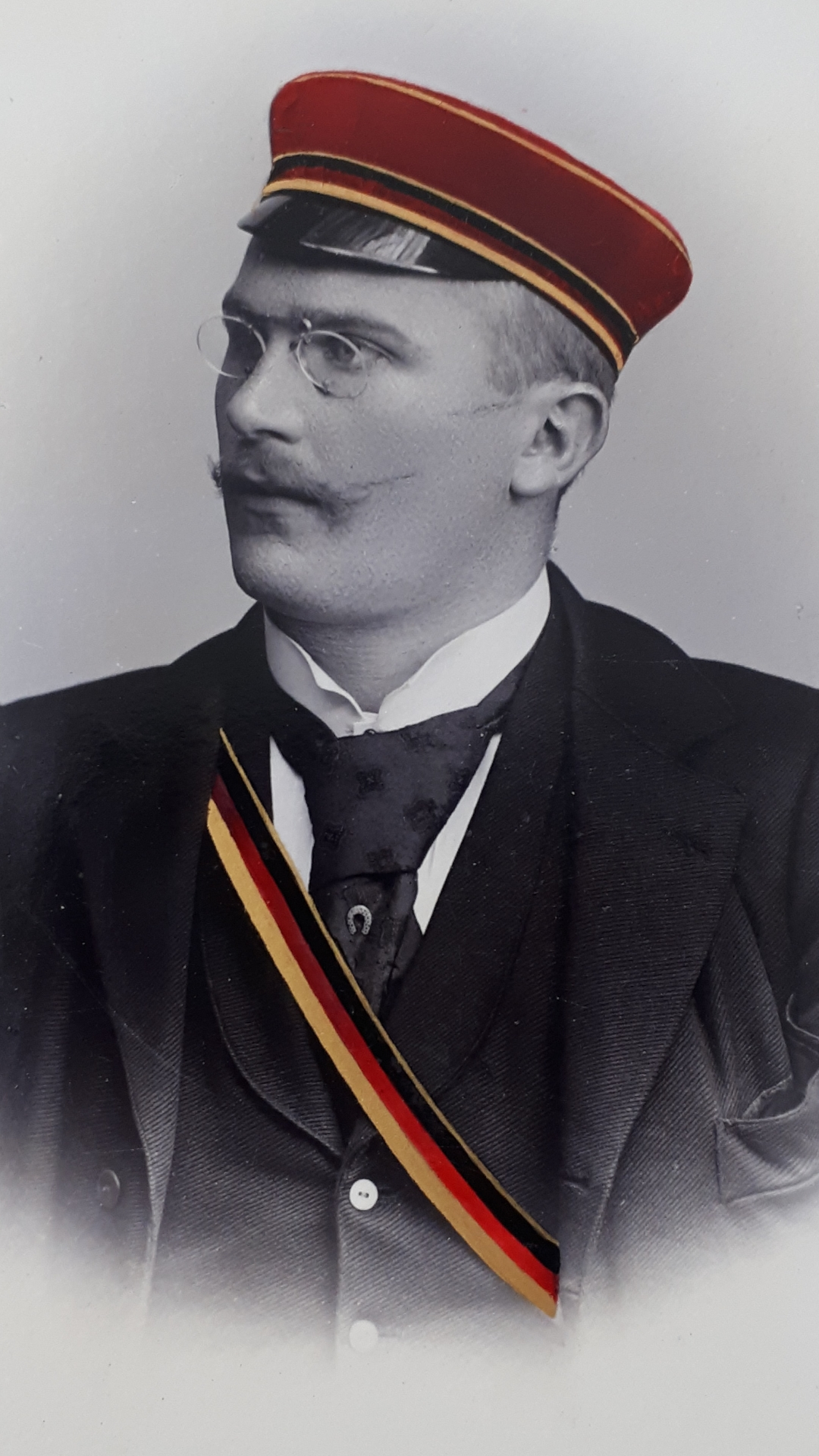
Otto Nordmann im Sommersemester 1897 als Mitglied der Burschenschaft Brunsviga Göttingen

Otto Nordmann (* 14. September 1876 in Bad Harzburg; † 26. Mai 1946 in Holzminden) war ein deutscher Chirurg. 1939 war er Präsident der Deutschen Gesellschaft für Chirurgie.

## Leben
Nordmanns Eltern sind der Tischlermeister  und  Möbelfabrikant Hermann Nordmann (1844–1901) und seine Frau  Marie geborene Engelke (1848–1933).
Otto Nordmann studierte zunächst Volkswirtschaft, wechselte aber nach einem Semester zur Medizin an den Universitäten Freiburg, Göttingen und Berlin. In Göttingen wurde er 1895 Mitglied der Burschenschaft Brunsviga. In jener Zeit fand er Anschluss an die liberale Bewegung des Pfarrers Friedrich Naumann. Am 4. Juli 1900 bestand er das medizinische Staatsexamen. Anschließend diente er als Einjährig-Freiwilliger in Oldenburg (Oldb). Er wurde 1901 als Arzt approbiert und 1902 in Göttingen zum Dr. med. promoviert. Von  1901 bis 1902 arbeitete er als Volontärassistent am Pathologischen Institut  in  Göttingen bei Johannes  Orth.

### Berlin
Im Jahr 1902 ging er zu Werner Körte nach Berlin, um sich am Städtischen Krankenhaus Am Urban chirurgisch zu betätigen. 1906 wechselte er als Oberarzt zu Walther Kausch, der Ärztlicher Direktor am Auguste-Viktoria-Krankenhaus in Berlin-Schöneberg war. Mit Wirkung vom 1. April 1909 wurde er zum städtischen höheren Beamten ernannt. Bereits zwei Jahre später wurde er Chefarzt der dortigen II. Chirurgischen Abteilung, eine Funktion, die er bis 1933 ausübte. Mit dem Tode Kauschs wurden beide chirurgischen Abteilungen unter  Nordmanns Leitung zusammengelegt. 1908 unternahm Nordmann eine Studienreise in die Vereinigten Staaten. 1918 wurde ihm der Professorentitel verliehen.

### Parteienschieberei
Im selben Jahr trat Nordmann in die linksliberale und bürgerliche Deutsche Demokratische Partei, der auch der Orthopädie-Ordinarius Georg Hohmann angehörte. Nordmann engagierte sich für die Demokratie, was ihn in die Berliner Stadtverordnetenversammlung führte. Ab 1919 war er Stadtverordneter. Er ließ sich 1926 aus nicht geklärten Gründen kein zweites Mal aufstellen und trat aus der Partei aus. Wie Werner Körte stieß er sich daran, dass die Partei kein Interesse an Fachkompetenz hatte. „Die Parteien verhökerten die Stellen, die frei wurden, untereinander. Das Parteibuch, das zuweilen nur zum Schein erworben und als Aushängeschild benutzt wurde, entschied.“ In der Bezirksversammlung im Bezirk Schöneberg hatte Nordmann Theodor Heuss kennengelernt. Er wurde zum Freund fürs Leben. Nach 24 Jahren als Chefarzt am  Auguste-Viktoria-Krankenhaus wurde es 1933 schwierig für Nordmann. Seine nationalsozialistischen Assistenzärzte setzten ihm dermaßen zu, dass er die Beamtenstelle mit den Pensionsansprüchen aufgab. Er übernahm die Leitung der chirurgischen Abteilung des (kirchlichen) Martin-Luther-Krankenhauses in Berlin-Grunewald. Als Mitarbeiter war Nordmann am Lexikon der gesamten Therapie beteiligt.

### An der Spitze der deutschen Chirurgie
Trotz aller Verachtung des Nationalsozialismus wurde Nordmann 1938 „nahezu einstimmig“ zum Präsidenten der Deutschen Gesellschaft für Chirurgie gewählt. Von 1934 bis 1940 war er ihr Kassenführer, von 1940 bis 1946 ihr Schriftführer. Als er 1939 den Berliner Kongress der Deutschen Gesellschaft für Chirurgie eröffnete, zog er sich so kühn wie elegant aus der Affäre: Zum ersten Male tage die Deutsche Gesellschaft für Chirurgie im „Großdeutschen Reich“, das „unser tatkräftiger Führer mit friedlichen Mitteln in atemberaubender Schnelligkeit geschaffen“ habe.

„Unser aller Wunsch ist, daß die gesamte Außenwelt erkennt, daß damit schweres historisches  Unrecht, das Deutschland angetan wurde, wieder gutgemacht ist. Möge zum Segen der ganzen Welt die Hoffnung des Führers Wahrheit werden, daß nun ein langer Friede anbricht und damit unser Vaterland ungestörte Ruhe zum inneren Ausbau des großen Deutschen Reiches findet. Alle unsere Wünsche für unser deutsches Heimatland und seinen Führer und Reichskanzler Adolf Hitler fassen wir auch bei Beginn  unserer heutigen Tagung zusammen in einem dreifachen Sieg Heil. Unser Führer: Sieg Heil, Sieg Heil, Sieg Heil!“

### Holzminden

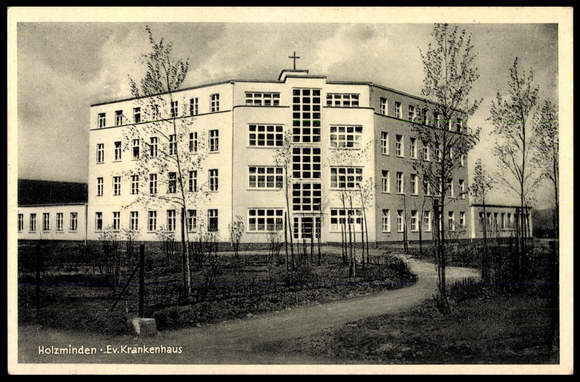
Ev. Krankenhaus Holzminden

Das Evangelische Krankenhaus Holzminden mit 107 Betten war 1932/33 (wie zwei Jahre später das Martin-Luther-Krankenhaus) mit Hilfe des Vereins zur Errichtung Evangelischer Krankenhäuser erbaut und am 19. März 1933 eingeweiht worden. Die Luftangriffe der Alliierten auf Berlin hatten Nordmanns Wohnhaus in Berlin unbewohnbar und das Martin-Luther-Krankenhaus unbenutzbar gemacht. Der Geschäftsführer des Vereins, Pfarrer Wilhelm Siegert (1893–1949), hielt Nordmann „für den wohl besten Chirurgen, den wir in Deutschland haben“. Wegen des gleichen Arbeitgebers und wohl auch aus gesundheitlichen Gründen (Pleuritis) erklärte Nordmann sich bereit, im Februar 1944 als Chefarzt die chirurgische Abteilung „für die Dauer des Krieges“ zu übernehmen.

### Familie
Verheiratet war Otto Nordmann seit 1909 mit der Flensburgerin Elisabeth Molsen (1884–1962). Dem   Ehepaar wurden die Töchter Annemarie, Ursula und Ingeborg geboren. Ursula heiratete den Kunsthistoriker Leopold Reidemeister. Dieser Ehe entstammt der Herzchirurg Jürgen Christoph Reidemeister.

## Erinnerung
Die jüdischen Kollegen Siegfried Ostrowski, Paul Rosenstein und Rudolf Nissen bezeugten Nordmanns demokratische Einstellung:

„Der nächste Sekretär, O. Nordmann, der nach Borchards Tod ihm folgte, war ein Mann erprobter und  hartnäckiger demokratischer Gesinnung, der bei dem „Umbruch“ von 1933 seine Stellung als Chefarzt eines großen städtischen Krankenhauses aufgab und in ein konfessionelles Hospital übersiedelte, um nichts mit den nazistischen Beamten der Stadt zu tun zu haben, also eine Art „innerer Emigration“, die, wenn man Nordmanns Haltung vor und nach den Jahren 1933 kennt, den Namen wirklich verdient. Wie die Regierung sich mit der Wahl Nordmanns abfinden konnte, ist ein Rätsel. Er hat nicht einmal in offiziellen Briefen aus seiner Ablehnung der braunen Pest einen Hehl gemacht.“

Nach den Akten der Entnazifizierung gehörte Nordmann keiner nationalsozialistischen Organisation an.

## Veröffentlichungen (Auswahl)
- Die Entwicklung der Dickdarm-Chirurgie in den letzten 25 Jahren. In: Archiv für klinische Chirurgie. Band 142, 1926, S. 312 ff.
- Die Chirurgie. Eine zusammenfassende Darstellung der allgemeinen und der speziellen Chirurgie. (zusammen mit Martin Kirschner). 6 Bände. Berlin/Wien 1926–1930.
- Überbrückung eines großen Dickdarmdefektes mit Hilfe einer Dünndarmschlinge. In: Archiv für klinische Chirurgie. Band 189, 1937, S. 658 ff.
- Neuere Anschauungen über die akute Pankreatitis und ihre Behandlung. In: Archiv für klinische Chirurgie. Band 193, 1938, S. 370 ff.